# Jefferson Pereira
Jefferson Santos Pereira (Rio de Janeiro,8 de junho de 1989) é um jogador de vôlei de praia brasileiro naturalizado qatari.

## Carreira
Compondo parceria com Mahmoud Assam obteve a medalha de bronze nos Asiáticos de Praia de 2014 cuja sede foi Phuket.
Jefferson Pereira representou, ao lado de Cherif Younousse, seu país nos Jogos Olímpicos de Verão. Nos Jogos Olímpicos de Verão de 2016, terminando nas oitavas-de-finais. e juntos conquistaram a medalha de ouro nos Asiáticos de Praia cuja sede foi Da Nang.